# Spraglegga
Spraglegga ist ein teils felsiger, teils verschneiter Gebirgskamm im ostantarktischen Königin-Maud-Land. In der Payergruppe der Hoelfjella ragt er 7 km südöstlich des Kvævefjellet auf. Höchster Gipfel ist mit 2350 m der Stenkatoppen. 
Entdeckt und anhand von Luftaufnahmen kartiert wurde er von der Deutschen Antarktischen Expedition (1938–1939) unter der Leitung Alfred Ritschers. Norwegische Kartographen, die den Gebirgskamm auch benannten, kartierten ihn anhand von Vermessungen und weiterer Luftaufnahmen der Dritten Norwegischen Antarktisexpedition (1956–1960).